# 砵甸乍山
砵甸乍山（英語：Pottinger Peak），本稱馬塘山，是香港港島東部的一座山峰，位於小西灣以南、大浪灣以北，海拔312米，以首任香港總督砵甸乍命名。其西為馬塘坳，分隔歌連臣山；其東則為黑角頭。
砵甸乍山山頂設有香港數碼地面電視廣播之輔助發射站，服務石澳及鶴咀等地。

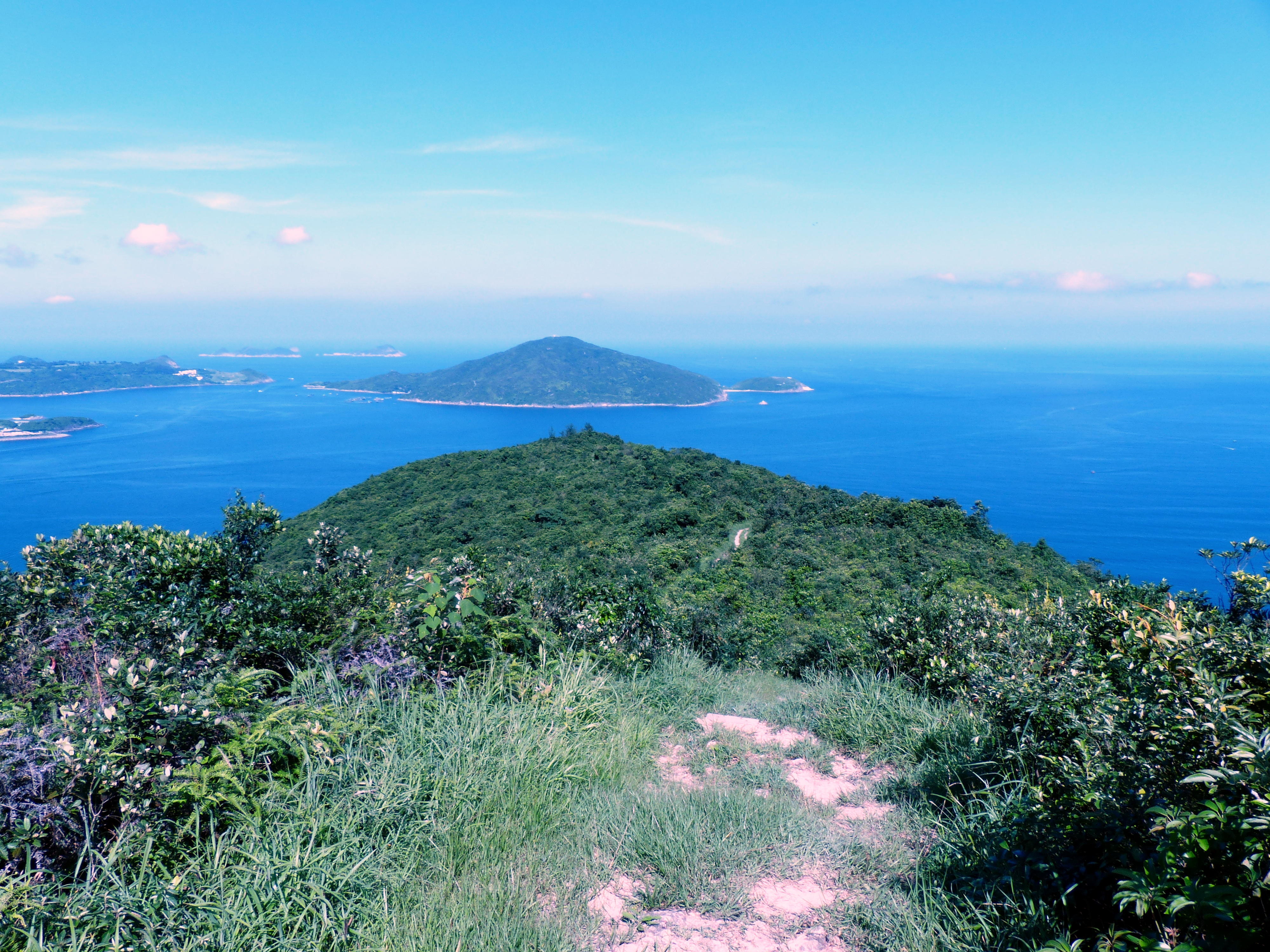
砵甸乍山山路眺望東面的東龍州
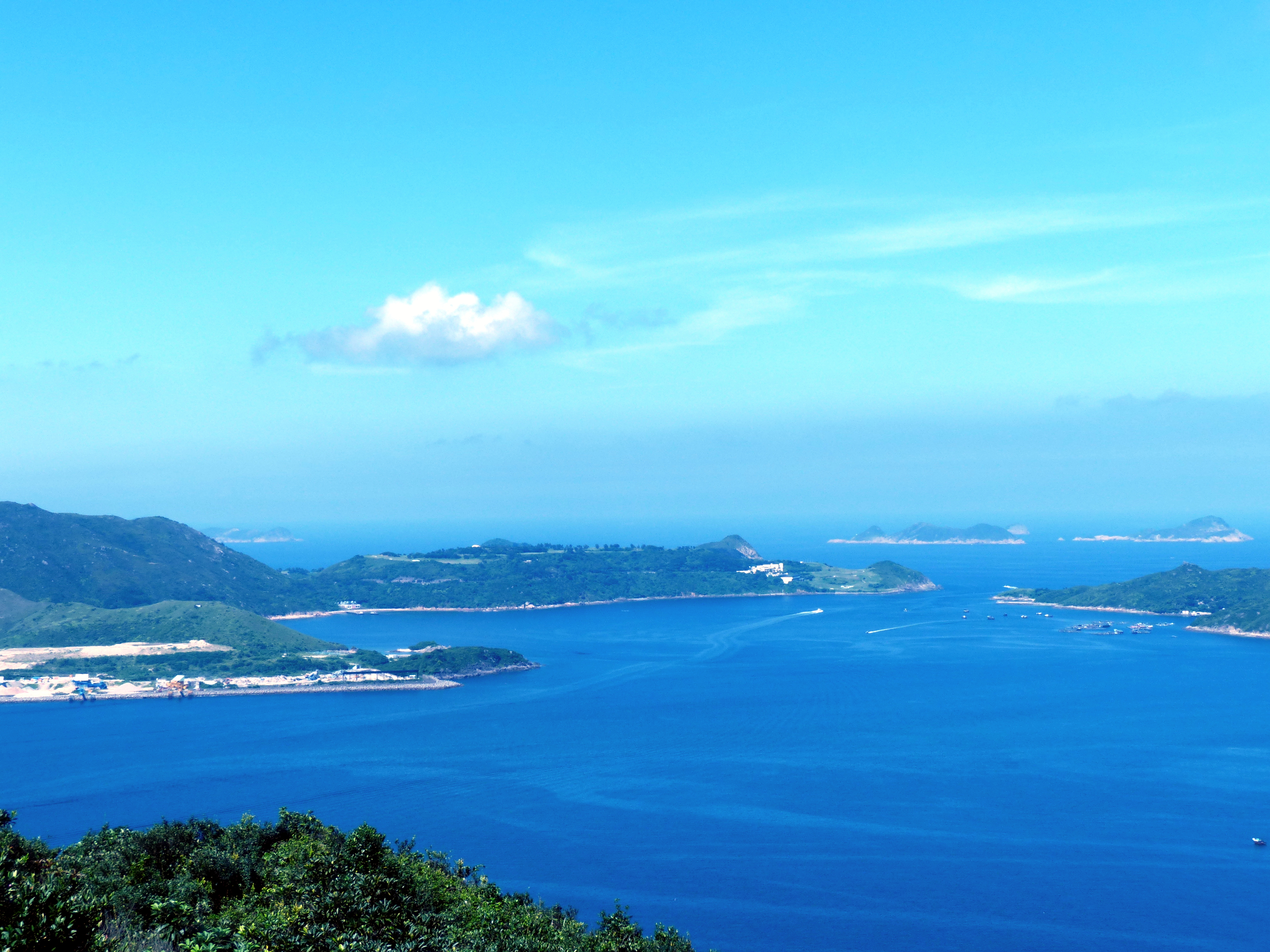
砵甸乍山觀景台的風景
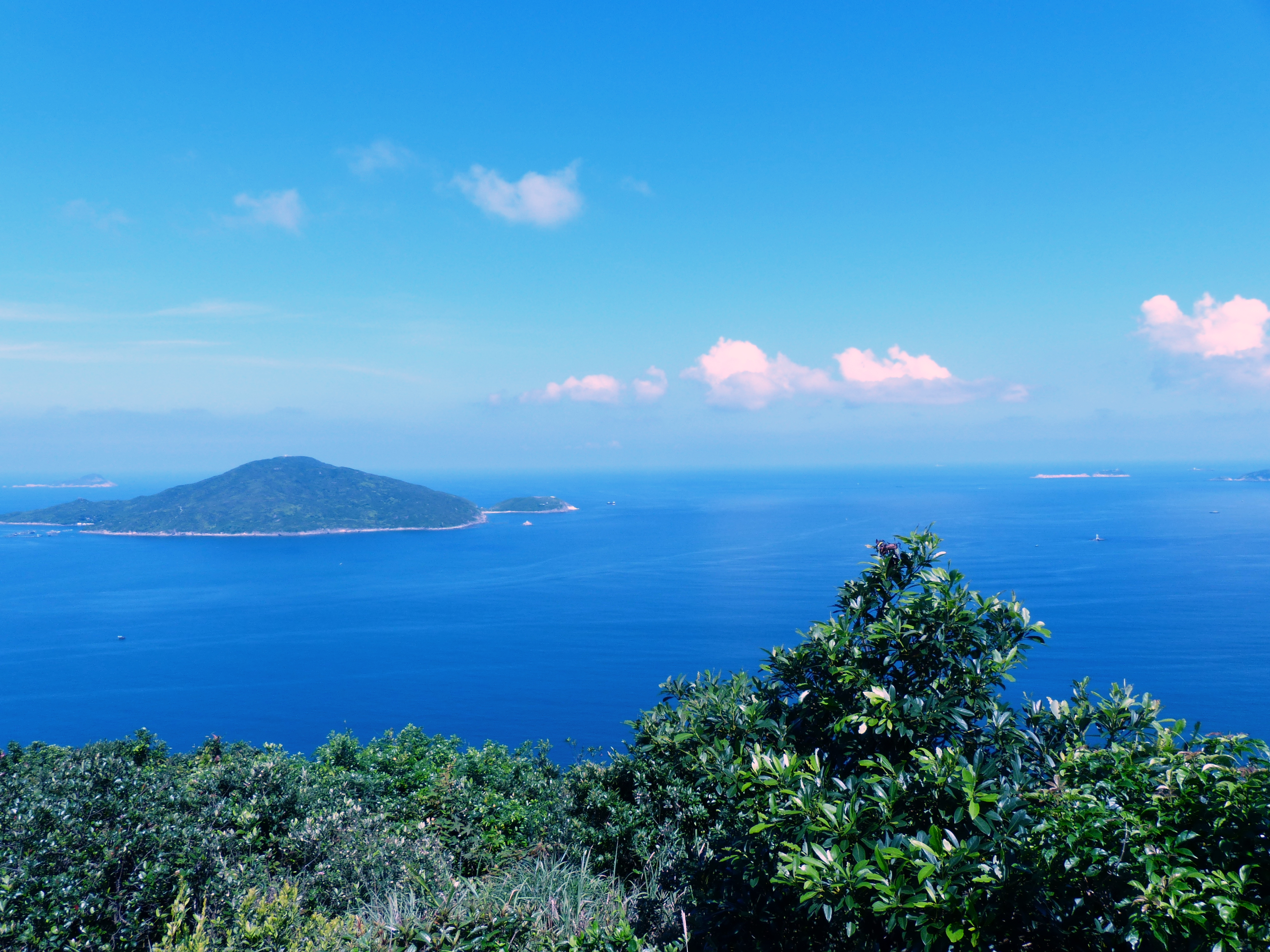
砵甸乍山觀景台的風景
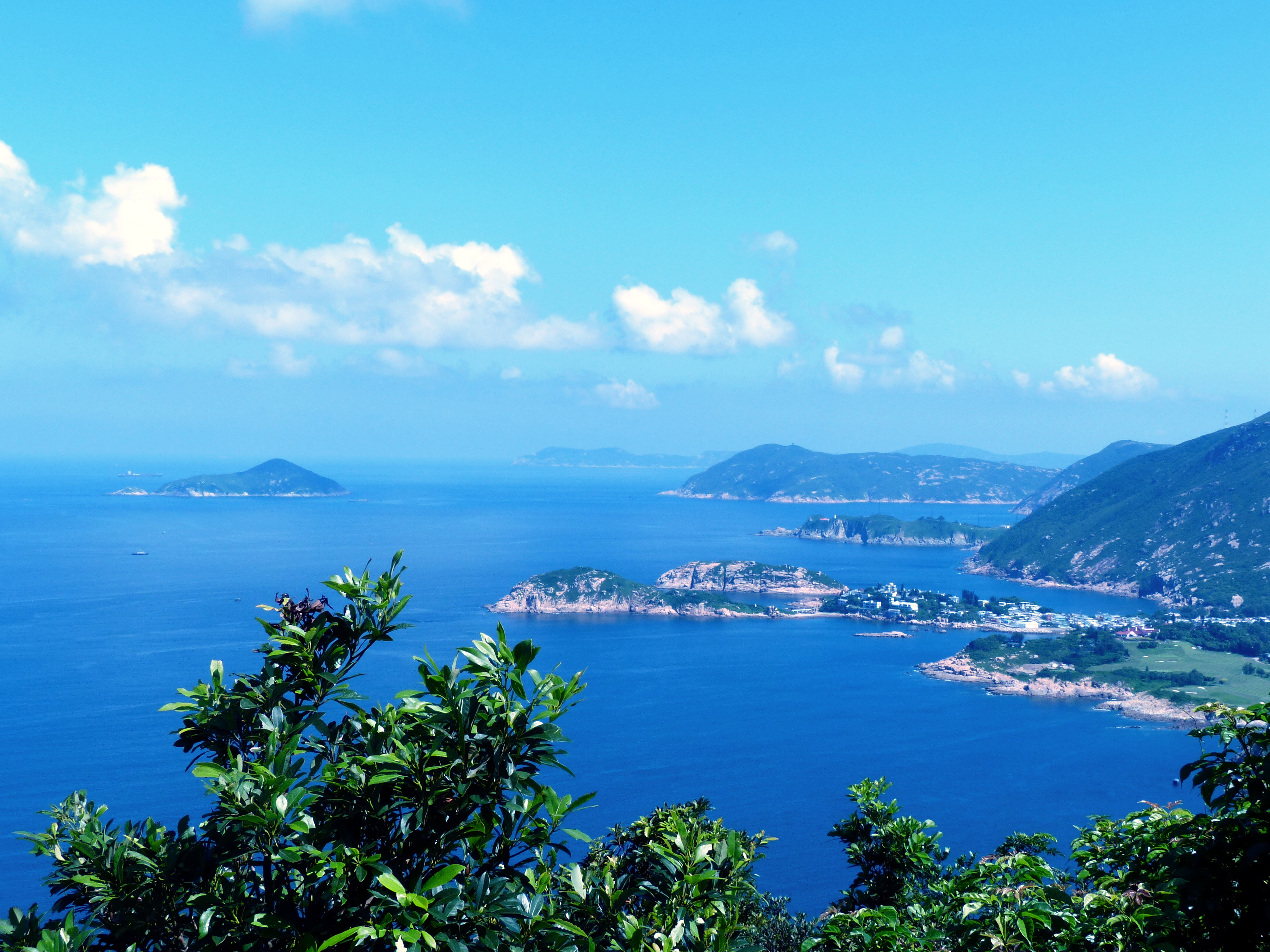
砵甸乍山觀景台的風景

## 相關
- 砵甸乍山郊遊徑
- 哥連臣角新廈靈灰安置所